# 이재경 (1822년)
이재경(李在景, 1822년 1월 28일 ~ 1902년 10월 29일)은 조선 후기의 무신이며 대한제국의 관원이다. 자(字)는 양숙(陽叔), 본관은 우계이다. 경기도 포천 출신.
1887년 군직(軍職), 규장각검서관 등에 임명되었다가 병으로 사퇴했다. 한달 뒤 다시 규장각검서관에 재임명됐다. 그후 9품으로 강등됐다가 1902년(광무 6) 고종이 기로소에 들어간 것을 기념해 특명으로 정3품 통정대부로 승진했으나 1개월만에 사망했다.

## 생애
1822년(순조 22) 혹은 1824년 1월 28일에 경기도 포천 일동면 기산리에서 태어났으며, 할아버지는 이현백(李顯栢)이고, 아버지는 절충장군 첨지중추부사 이문녕(李文寧)이고, 어머니는 보성오씨(寶城吳氏)로 오윤중(吳允中)의 딸이다. 5대조는 숙종대의 문신 이상우(李商雨)이고, 대한제국 말기의 법관 이재정은 8촌 동생이 된다. 
할아버지 이현백은 초명이 현채(顯采)인데 뒤에 현백(顯栢)으로 이름을 개명했다. 전주이씨 선원록의 기록에는 처음 이름인 이현채로 나타난다.
우계이씨 족보에 의하면 그는 1824년생이라 하나, 승정원일기에 의하면 1902년 당시 고종이 기로소에 들어간 기념으로 80세 이상 조관에게 가자했다고 나타나 있다. 대한제국 관보 역시 나이 팔십세라 나와 있다. 족보에는 임인통정대부(壬寅通政大夫)라 하여 1902년에 통정대부로 승진했다고 나타나는데 이 승진기록은 승정원일기, 관보의 임용년도와 일치한다. 그의 초기 삶, 학문 사승관계는 알려진 것이 없다. 승정원일기와 동궁일록에 단편적으로 나타난다.
1858년(철종 9년) 정략장군(定略將軍) 규장각검서(奎章閣檢書)가 되었다.
1887년(고종 24년) 11월 23일 군직(軍職)에 임명되었다. 그날 규장각검서관(檢書官) 이병익(李炳翼)이 신병(身病)으로 출사할 수 없자, 규장각이 계를 올려 전에 천거받았던 그를 대신 임명하자고 상주하여 고종이 윤허하였다. 다음날 11월 24일, 그는 병으로 출사할 수 없다 하여 규장각에세 계를 올려 그 대신 정관조(鄭寬朝)를 입시시켰다.
1887년(고종 24년) 12월 11일 승정원, 이비의 2차 정사에서 규장각검서관에 다시 임명되었다. 그러나 뒤에 9품으로 강등당했는데 강등 년월일과 강등당한 사유는 알 수 없다. 승정원일기 1902년 음력 8월 24일(양력 9월 25일) 기사와 대한제국 관보에는 그의 정3품 승진 전 품계를 9품으로 나타난다.
1902년(광무 6년) 양력 9월 25일 특명으로 정삼품으로 승자, 통정대부에 올랐다. 승정원일기에 의하면 1902년(광무 6년) 8월 24일 9품에서 정3품으로 승진했는데, 대황제 폐하 기로소(耆老所)에 들어간 일과 관련하여, 조관(朝官)으로 나이 80세가 된 자에게 은사(恩賜)로 가자(加資)하도록 칙지를 받든 것(以上大皇帝陛下入耆社時, 朝官年八十覃恩加資事, 奉勅)이라 한다. 대한제국 관보에는 9월 25일자 13면에는 승진 사유로 나이 팔십(陞正三品, 九品 李在景 年八十)으로 보도되었다. 그의 임명 기사는 1902년 10월 24일자 관보에 보도되었다. 대한제국 관보, 승정원일기 등의 기록과 그의 족보상 기록이 일치하지 않는다. 1902년(광무 6) 10월 29일에 사망했다.
아들이 없어 먼 친척 윤현(胤顯)의 셋째 아들 동선(東善)을 양자로 들였다. 묘소는 경기도 영평군 일동면 기산리 (후일의 경기도 포천시 일동면 기산리) 금주산 덕암(德岩) 남쪽 계좌(癸坐)에 아버지 이문녕의 묘 아래에 부인 청주한씨와 합장되어 있다.

## 가족 관계
- 증조부 : 이한삼(李漢三)
- 할아버지 : 이현백(李顯柏, 초명은 이현채(李顯采))
- 할머니 : 전주이씨, 재양부정 이간(載陽副正 李侃)의 8대손 이장혁(李鏘赫)의 딸[12]
  - 백부 : 이익녕(李益寧)
  - 숙부 : 이항녕(李恒寧)
  - 고모 : 우계이씨
  - 고모부 : 이학천(李鶴天), 진남군 종생(鎭南君 終生) 15대손[13]
  - 고모 : 우계이씨
  - 고모부 : 윤정의(尹正義)
- 아버지 : 이문녕(李文寧, 1795년 6월 17일 ~ 1851년 1월 2일)
- 어머니 : 보성오씨(寶城吳氏, 1791년 7월 3일 ~ 1833년 8월 8일), 오윤중(吳允中)의 딸, 예문관봉교 오몽량(吳夢樑)의 후손
- 부인 : 청주한씨(淸州韓氏, 1825년 2월 12일 ~ 1864년 9월 7일), 한상일(韓相一)의 딸
  - 사위 : 황필수(黃弼秀), 창원인(昌原人), 부 태연(父 泰淵)
  - 양자 : 이동선(李東善, 1857년 3월 1일 ~ 1921년 10월 5일)
  - 며느리 : 청주한씨(淸州韓氏, 1858년 10월 19일 ~ 1920년 2월 12일), 통정 한용국(通政 韓用國)의 딸, 양절공 한확(襄節公 韓確) 후

## 기타
그의 조부 이현백은 처음 이름이 이현채이고 조모는 효령대군의 후손 재양부정 간의 8대손 이장혁의 딸이다. 증조부 한삼의 형제 이한종은 재양부정 간의 8대손 이명혁의 딸과 혼인했다. 이한종은 대한제국 때의 법관 이재정의 증조부가 된다. 이장혁은 재양부정의 5대손 여지(汝至)의 5남 제원(齊愿)의 손자이고, 이명혁은 여지의 장남 제항(齊沆)의 손자로 현채의 부인 전주이씨와 한종의 부인 전주이씨는 8촌간이다.

## 같이 보기
- 기로소
- 규장각

## 참고 문헌
- 승정원일기
- 동궁일록